# Rhabdodictyum delicatum
Rhabdodictyum delicatum är en svampdjursart som beskrevs av Schmidt 1880. Rhabdodictyum delicatum ingår i släktet Rhabdodictyum och familjen Aulocalycidae. Inga underarter finns listade i Catalogue of Life.